# Eitel Frederico da Prússia
Guilherme Eitel Frederico Cristiano Carlos (Potsdam, 7 de julho de 1883 – Potsdam, 8 de dezembro de 1942) foi o segundo filho do imperador Guilherme II da Alemanha com a sua primeira esposa, a princesa Augusta Vitória de Eslésvico-Holsácia. Nasceu e morreu em Potsdam, Alemanha.

## Biografia
Eitel Frederico foi educado primeiramente na Prinzenhaus (Casa do Príncipe) em Plön e, posteriormente, na Universidade de Bonn, onde era membro do Corps Borussia Bonn, associação estudantil de esgrima.
Em 27 de fevereiro de 1906, o príncipe Eitel casou-se com a duquesa Sofia Carlota de Oldemburgo em Berlim. O casal não teve filhos. Divorciaram-se em 20 de outubro de 1926; acredita-se que o casal queria se divorciar antes da guerra, mas foi impedido pelo imperador alemão. Eitel teria iniciou o processo de divórcio contra Sofia Carlota em 15 de março de 1919, citando infidelidades antes da Primeira Guerra Mundial. No entanto, o veredicto dado pelo tribunal declarou que era Eitel a parte culpada.
Em 1907, foi relatado que o membro do Reichstag Otto Arendt havia proposto a elevação da Alsácia-Lorena a um grão-ducado dentro do império, com Eitel Frederico como monarca; no entanto, embora o imperador Guilherme II tenha expressado interesse, o plano mostrou-se infrutífero.
Na Primeira Guerra Mundial, em 1914, Eitel Frederico tornou-se comandante do 1º Regimento de Guardas de Infantaria. Ele foi considerado um modelo por suas tropas e foi condecorado com Cruz de Ferro, bem como a mais alta condecoração de bravura prussiana, a Pour le Mérite. Ele também foi Cavaleiro da Ordem Militar de Santo Henrique.
Após a guerra, ele se envolveu em círculos monarquistas e na organização de ex-combatentes Der Stahlhelm. Em 1921, o tribunal criminal de Berlim o considerou culpado pela transferência fraudulenta de 300.000 marcos e o condenou a uma multa de 5.000 marcos.